# P704iμ
FOMA P704iμ（フォーマ・ピー なな まる よん アイ ミュー）は、パナソニック モバイルコミュニケーションズによって開発された、NTTドコモの第三世代携帯電話 (FOMA) 端末である。

## 概要
- P703iμの後継端末。薄さは同じ。前機種からの変更点は、3Gの国際ローミングに対応。
- 前機種からの機能である、SD-AudioやFeelTalkにも対応している。

| 主な対応サービス           | 主な対応サービス                    | 主な対応サービス         | 主な対応サービス                                |
| -------------------------- | ----------------------------------- | ------------------------ | ----------------------------------------------- |
| DCMX／おサイフケータイ     | うた・ホーダイ                      | 着うたフル／着うた       | デジタルオーディオプレーヤー(AAC)(SDオーディオ) |
| 直感ゲーム／メガiアプリ    | Music&Videoチャネル／ビデオクリップ | 3Gローミング             | プッシュトーク                                  |
| FOMAハイスピード           | GPS／ケータイお探し                 | デコメール／デコメ絵文字 | iチャネル                                       |
| 着もじ                     | テレビ電話／キャラ電                | 電話帳お預かりサービス   | フルブラウザ                                    |
| おまかせロック／バイオ認証 | 外部メモリーへiモードコンテンツ移行 | トルカ                   | iC通信                                          |
| きせかえツール／マチキャラ | バーコードリーダ／名刺リーダ        | 2in1                     | エリアメール                                    |

### プリインストールiアプリ
- 英会話とっさのひとこと辞典
- 通貨・単位換算ツール
- 脳problem?
- カウントダウントレイン-P
- リバーシ
- Gガイド番組表リモコン

## 歴史
- 2007年4月26日：技術基準適合証明 (TELEC) 通過。
- 2007年5月25日：電気通信端末機器審査協会 (JATE) 通過。
- 2007年7月4日: D704i・F704i・P704i・SH704i・SO704i・L704i・N704iμ・P704iμの開発発表。
- 2007年7月27日：発売開始